# نرگسله
نرگسله، روستایی از توابع بخش مرکزی شهرستان دیواندره در استان کردستان ایران است.

## جمعیت
این روستا در دهستان چهل چشمه قرار دارد و براساس سرشماری مرکز آمار ایران در سال ۱۳۸۵، جمعیت آن ۲۳ نفر (۵خانوار) بوده‌است.